# 韋丁頓 (北卡羅萊納州)
韋丁頓（英語：Weddington）是一個位於美國北卡羅萊納州尤寧縣的城鎮。

## 人口
根據2020年美國人口普查的數據，韋丁頓的面積為46.29平方千米，當中陸地面積為45.40平方千米，而水域面積為0.89平方千米。當地共有人口13181人，而人口密度為每平方千米285人。